# Locomotiv GT V
Godine 1976. objavljen je prvi dvostruki album Locomotiv GT-a, Locomotiv GT V. To je bio posljednji album na kojem je svirao József Laux. Zbog njegovog prebjega album je zabranjen, kao nadomjestak za njega pojavio se 1978. Aranyalbum 1971–76.

## Pjesme na albumu

### 1. album
1. Csak az jöjjön (Neka dođe samo onaj) (Gábor Presser – József Laux) – 0:30
2. A Kicsi, a Nagy, az Arthur és az Indián (Mali, Veliki, Artur i Indijanac) (Gábor Presser – Anna Adamis) – 4:38
3. Rajongás (Oduševljenje) (János Karácsony – Anna Adamis) – 4:56
4. Valamit mindig valamiért (Uvijek nešto radi nečega) (Tamás Somló – Anna Adamis) – 7:41
5. Mindenki (Svatko) (Gábor Presser) – 5:53
6. Ahogy mindenki (Kako svatko) (Gábor Presser) – 3:31
7. Rohanj hozzám (Pojuri k meni) (János Karácsony – Anna Adamis) – 4:27
8. Tiltott gyümölcs (Zabranjeno voće) (Tamás Somló – Anna Adamis) – 5:05

### 2. album
1. Fiú (Dječače) (Gábor Presser) – 3:39
2. Ha a csend beszélni tudna (Kada bi tišina mogla govoriti) (Tamás Somló – Anna Adamis) – 3:20
3. Senki gyermekei (Ničija djeca) (Gábor Presser – Anna Adamis) – 6:38
4. Szelíd erőszak (Pitomo silovanje) (Tamás Somló – Anna Adamis) – 2:19
5. Ikarus 254. (József Laux) – 6:30
6. Arra mennék én (Onuda bih išao) (Gábor Presser) – 0:41
7. És jött a doktor (I došao je doktor) (Gábor Presser) – 1:07
8. Segíts elaludni (Pomozi mi zaspati) (Gábor Presser – Anna Adamis) – 1:41
9. Ülök a járdán (Sjedim na pločniku) (Tamás Somló – Anna Adamis) – 2:02
10. Az eső és én (Kiša i ja) (Tamás Somló – Anna Adamis) – 5:28
11. Várlak (Čekam te) (Gábor Presser) – 2:58
12. Ezüst nyár (Srebrno ljeto) (Gábor Presser – Anna Adamis) – 3:29
13. Álomarcú lány (Djevojka s licem poput sna) (Tamás Somló – Anna Adamis) – 1:57
14. Neked írom a dalt (Tebi pišem pjesmu) (Gábor Presser) – 2:15

Izdanje iz 1992. objavljeno je na CD-u, s tim da je pjesma Ikarus 254. izostavljena.

## Suradnici
- János Karácsony – vokal, električna i akustična gitara, bas-gitara
- József Laux – vokal, bubnjevi, udaraljke
- Gábor Presser – vokal, klavir, Fender klavir, Bass-piano, Hohner-string, melodika, usna harmonika, udaraljke
- Tamás Somló – vokal, bas-gitara, akustična gitara, alt saksofon, usna harmonika
- Anna Adamis – tekstovi pjesama

- István Dely i László Dely – udaraljke (konga, bongo, talking-drum, maracas, chékere, guayo, afuche, agogo, kolomp, claves, tamburin, tortuga, triangl)
- Endre Sipos – truba
- Károly Neumayer – truba
- László Dés – tenor saksofon
- István Gábor – tenor saksofon
- Károly Friedrich – trombon
- László Gőz – trombon
- István Bergendy – bariton saksofon
- Júlia Postásy – vokal
- Éva Várszegi – vokal
- Apostolis Anthimos – gitara

### Produkcija
- György Kovács – ton majstor
- György Fék – zvučni tehničar
- Attila Apró – glazbeni urednik
- József Laux – omot
- György Hegedűs – fotografije
- András Alapfy – unutrašnje fotografije
- László Nagyvári – grafika
- Róbert Csikszentmihályi – medalje

## Vanjske poveznice
- Informacije na službenoj stranici LGT-a  Arhivirana inačica izvorne stranice od 25. listopada 2004. (Wayback Machine)
- Informacije na Hungarotonovoj stranici  Arhivirana inačica izvorne stranice od 19. studenoga 2005. (Wayback Machine)